# Carlos Rodríguez (urugwajski piłkarz)
Carlos Emilio „Paco” Rodríguez Rodríguez (ur. 7 kwietnia 1990 w Montevideo) – urugwajski piłkarz występujący na pozycji środkowego obrońcy, od 2022 roku zawodnik ekwadorskiej Barcelony SC.